# Maria Busquorelli
Maria Yamninera Busquorelli Rondanelli  (Roma (Italia), 12 de diciembre de 1976) es una actriz italiana de telenovelas y teleseries.

## Vida personal
Anteriormente el año 2006 se casó con el chileno Antony Carvajal y tuvo una hija llamada Valentina Carvajal Busquorelli nacida el día 12 de junio del año 1998, unos años después (2006) hizo su matrimonio con Antony y luego se divorció de él.Tubo 3 años de relación con un bailarín canadiense Ruguerro Stinker,  terminó  con él, el año 2015, porque el bailarín la engañ.o con la mexicana Mains Rodríguez de 38 años.
Actualmente está con Arthur Busnorlli Jains.  Maria tiene 3 hermanas (4 más ella, es la hija mayor de todas.

## Carrera
En principios de 2006, participó en una teleserie de 24 capítulos llamada Armando Armas haciendo el personaje Antonia Zures, y luego el año 2013 protagonizó al personaje Buyaemm Mosnaes en la telenovela Siempre junto a vos. El 2015 participó en una teleserie llamada Ni a izquierda y a derecha, siendo el personaje Fernanda Duvaiski, el año 2016, (actualmente), está participando en una telenovela llamada Corazón de jalea, haciendo el papel de Juliana Fuentes.

## Televisión

### Teleseries
| 2006 | Armando Armas            | Antonia Zures Yunmaes      | MarTV Yu  |
| 2013 | Siempre junto a vos      | Buyaemm Buy Mosnaes        | MarTV Yu  |
| 2015 | Ni a izquierda a derecha | Fernanda Meny Duvaiski     | QSEPUEDEK |
| 2016 | Las gatas                | Aitoniella Dennille Dunney | MEGA      |

- Datos: Q28501246